# Ivana Trump
Ivana Marie Trump, ursprungligen Ivana Marie Zelníčková, född 20 februari 1949 i Gottwaldov i Tjeckoslovakien (nuvarande Zlín i Tjeckien), död 14 juli 2022 i New York, var en tjeckiskfödd amerikansk affärskvinna. 
Innan Ivana Trump kom till USA var hon en duktig skidåkare i Tjeckoslovakien. Hon var framgångsrik inom affärslivet och drev hotell och kasinon. Under Donald Trumps karriär som fastighetsmagnat hade hon ansvar för att utveckla och driva fastigheterna, särskilt Plaza Hotel och Trump Tower på Manhattan. Ivana Trump utvecklade en ny designerlinje som har sålts på QVC London och Home Shopping Network. Hon skrev flera böcker om självhjälp och personlig utveckling. 
Ivana Trump var gift fyra gånger, bland annat med Donald Trump 1977–1992. De fick tre barn, av vilka dottern Ivanka Trump är civilekonom, affärskvinna och politisk rådgivare till sin far. 
Hon ligger begravd på begravningsplatsen för Trump Organizations golfklubb Trump National Golf Club Bedminster i Bedminster, New Jersey i USA.